# Corina Smith

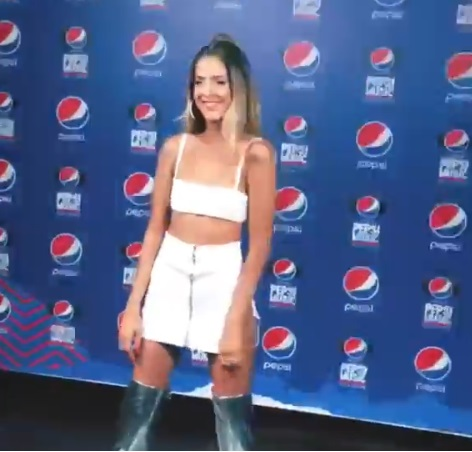
Smith im Jahr 2018

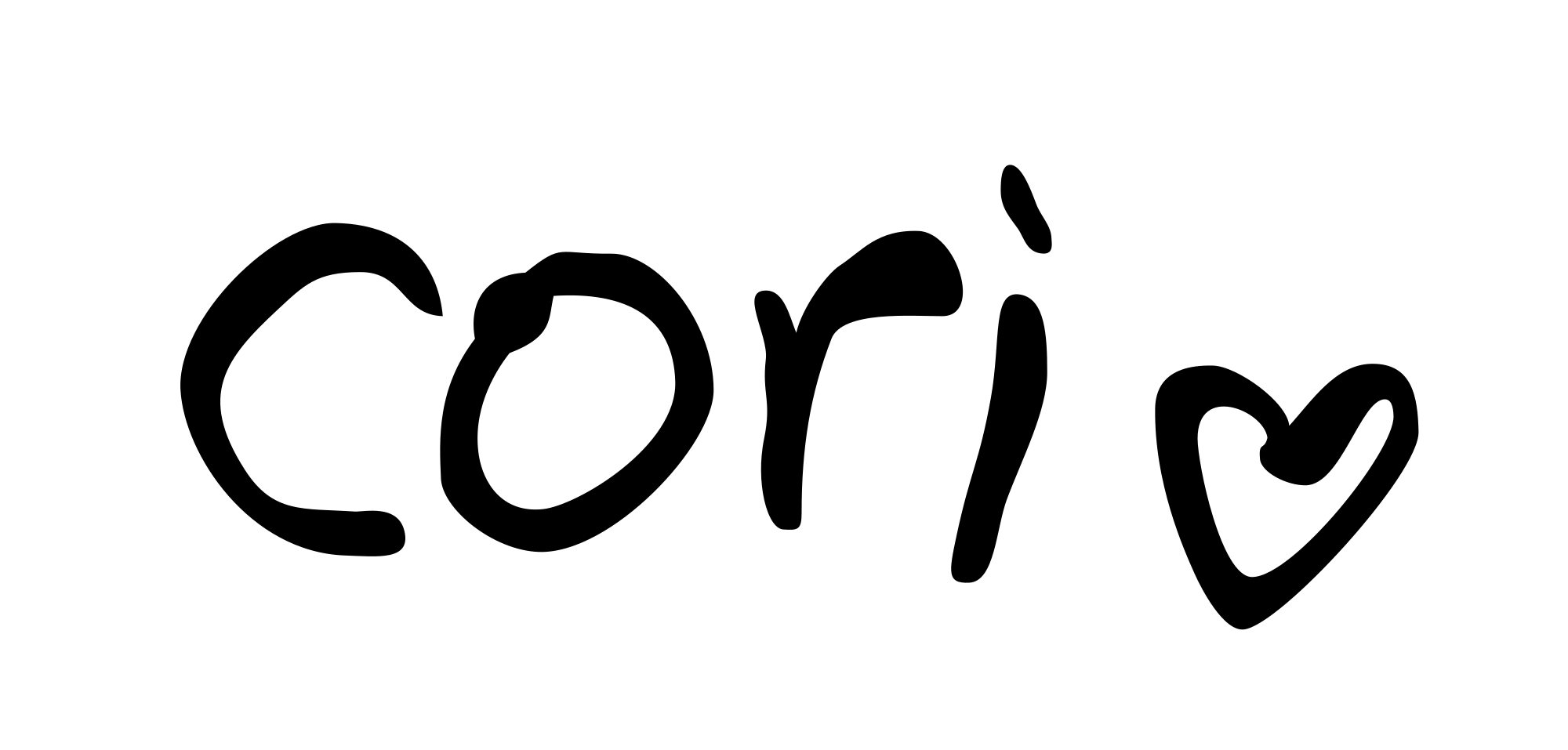
Unterschrift von Smith

María Corina Smith Pocaterra (* 8. September 1991 in Caracas), besser bekannt als Corina Smith, ist eine venezolanische Sängerin, Schauspielerin und Model.

## Leben
Corina Smith ist die Tochter von Roberto Smith Perera, Vorsitzender der venezolanischen Oppositionspartei Volkswille, und Marina Pocaterra. Corina Smith studierte Wirtschaft und Finanzen an der Boston University in den USA, bis sie 2014 nach Venezuela zurückkehrte.
Smith hat zwei Schwestern, María Sofía Smith und María Elisa Smith.

## Schauspielkarriere
Smith debütierte 2009 im Fernsehen mit der Serie Somos tú y yo, un nuevo día teil, in der sie Maria Corina spielte, eine Cheerleaderin der Granadillo Academy. Die Serie ist ein Spin-off von Somos tú y yo und basiert auf dem amerikanischen Film Grease. Die Serie wurde am 17. August 2009 von dem lateinamerikanischen Fernsehsender Boomerang uraufgeführt und in Lateinamerika, Europa, Asien und einigen Ländern des Nahen Ostens ausgestrahlt.
Im Jahr 2010 war Smith die Hauptdarstellerin der Serie NPS: No puede ser. Die Serie ist der zweite Spin-off von Somos tú y yo und markiert den Abschluss der Serie, die zum ersten Mal am 25. Juli 2010 in Venezuela von Venevisión und am 8. November 2010 von  Boomerang ausgestrahlt wurde.

## Musikkarriere
2015 debütierte Smith als Sängerin mit der Werbesingle "La Difícil", von der sie einen Videoclip in La Guaira, Venezuela, unter Beteiligung von Sheryl Rubio, Rosmeri Marval, Rosangelica Piscitelli, Natalia Moretti und Vanessa Suárez aufnahm.
Im Mai 2016 veröffentlichte sie ihre zweite Single, "Vitamina D". Die Single ist Teil ihres ersten Albums. Im September 2016 veröffentlichte sie zusammen mit dem venezolanischen Sänger Gustavo Elis ihre dritte Single "Escape". Der Videoclip wurde von Nael und Justin produziert, die bereits mit Künstlern wie Jonathan Moly und Ilegales zusammengearbeitet haben. Im Dezember 2016 veröffentlichte sie ihre vierte Single "Ahora o Nunca".
Im Juni 2017 wurde sie eingeladen, einen Preis bei den Heat Latin Music Awards des Musikkanals HTV zu überreichen. Im August 2017 reiste sie im Rahmen der Disc-Promotion nach Ecuador und war die „Vorgruppe“ des Sängers Daddy Yankee in Guayaquil. Im September 2017 präsentierte Smith ihre neue Single "Completa". Das Video wurde von Nael und Justin produziert. Die Single hat es schnell geschafft, sich an der Spitze des Record Report zu positionieren, und als Ergebnis des erzielten Erfolgs war sie das Image wichtiger Marken in Venezuela.
Im Februar 2018 präsentierte Smith ihre neue Single "Montaña Rusa". Das Video wurde von Nael und Justin produziert. Im Juli 2018 veröffentlichte sie die Single "Más". Das Video wurde von Nael und Justin produziert. Im September 2018 veröffentlichte sie in Zusammenarbeit mit den venezolanischen Sängern Neutro Shorty und Big Soto die Single "Cantante". Das Lied wurde von den Musikfirmen Rimas Music und Trap Money produziert. Im Dezember 2018 veröffentlichte sie die Single "Este año". Das Lied wurde von der Musikfirma DLS Music produziert.
Im Januar 2019 veröffentlichte sie die Single "Mientras Tanto". Das Video wurde von Jose Bueno inszeniert. Im Februar 2019 veröffentlichte sie die Single "Fondo de Pantalla". Das Lied wurde von der Musikfirma DLS Music produziert. Im April 2019 veröffentlichte sie ihre Single "Se te nota".

## Filmografie
- 2009: Somos tú y yo, un nuevo día (Fernsehserie)
- 2010: NPS: No puede ser (Fernsehserie)

## Diskografie

### Singles
- 2015: La Difícil
- 2016: Vitamina D
- 2016: Escape
- 2016: Ahora o Nunca
- 2017: Completa
- 2018: Montaña Rusa
- 2018: Más
- 2018: Soy Para Mi
- 2018: Cantante mit Neutro Shorty und Big Soto
- 2018: Este Año
- 2019: Mientras Tanto
- 2019: FDP Fondo de pantalla
- 2019: Se te nota

### Weitere Veröffentlichungen
- 2016: Escape mit Gustavo Elis
- 2017: Novios mit Gustavo Elis
- 2017: VIP mit Gaby Noya und Vanessa Suárez